# Roland Wieser
Roland Wieser (* 6. Mai 1956 in Zschopau) ist ein ehemaliger deutscher Leichtathlet, der – für die DDR startend – im 20-km-Gehen die Bronzemedaille der Olympischen Spiele 1980 in Moskau gewann (1:25:59 h). Ein weiterer großer Erfolg war ihm bereits zwei Jahre zuvor gelungen, als er Europameister auf der gleichen Strecke wurde (1:23:11,5 h).
Roland Wieser hatte schon frühzeitig Erfolge aufzuweisen, 1971 als DDR-Jugendmeister und 1975 als Junioreneuropameister im 10-km-Gehen. 1978, im Jahr seines Europameisterschaftssieges, startete er bei den DDR-Meisterschaften auch im 50-km-Gehen und gewann.
Nach seinem Olympiaerfolg gelangen ihm jedoch keine Medaillenränge mehr bei internationalen Höhepunkten. 1982 wurde er Neunter der Europameisterschaften, 1983 Zehnter der Weltmeisterschaften. 1987 beendete er seine Sportlerlaufbahn.
Roland Wieser lernte zunächst Fahrzeugschlosser und wurde später Sportinstrukteur beim Volkspolizei-Präsidium in Berlin.
Er startete für den SC Dynamo Berlin und trainierte bei Max Weber. In seiner aktiven Zeit war er 1,86 m groß und wog 68 kg. 1978 wurde er mit dem Vaterländischen Verdienstorden in Bronze ausgezeichnet.